# Кампо-Калабро
Кампо-Калабро (итал. Campo Calabro) — коммуна в Италии, располагается в регионе Калабрия, подчиняется административному центру Реджо-Калабрия.
Население составляет 4072 человека, плотность населения составляет 582 чел./км². Занимает площадь 7 км². Почтовый индекс — 89052. Телефонный код — 0965.
Покровительницей коммуны почитается святая равноапостольная Мария Магдалена, празднование 22 июля.